# Chiffriert an Chef – Ausfall Nr. 5
Chiffriert an Chef – Ausfall Nr. 5 ist ein Spionagefilm aus der DDR, der in den Jahren 1978 und 1979 gedreht wurde und im November 1979 in der DDR in die Kinos kam. Der Film ist auch unter dem Titel Die toten Augen bekannt. Der englische Titel lautet Code for the Boss: Sorty No. 5.

## Handlung
Der Ostberliner Student der Elektrotechnik Wolf Brandin besucht Ende der 1950er Jahre gelegentlich seine Tante in Westberlin, um dort für seinen kranken Vater eine Prothesensalbe zu besorgen. Da er gerade ein Praktikum in einem Rüstungsbetrieb absolviert, hat er Westverbot, das er mit diesen Besuchen übertritt. Bei der Gelegenheit wird er von der CIA angeworben, die die Übertretung des Westverbots ihm gegenüber als Druckmittel benutzt. Er meldet dies dem Staatssicherheitsdienst der DDR und geht in dessen Auftrag auf die Werbung ein. Bei der CIA wird er nun als Nummer 5 geführt.
Das Doppelleben fordert physisch und psychisch seine ganze Kraft. Tagsüber führt er im Osten sein normales Leben mit Frau und Kind, nachts wird er im Westen durch seinen dortigen Vorgesetzten Dr. Baum zum Agenten ausgebildet. Es kommt zu einer Ehekrise, und nach dem Tod von Wolfs Vater beschließt sein betreuender Offizier Werner vom Staatssicherheitsdienst, der ihm inzwischen auch zum Freund geworden ist, Wolfs Frau ins Vertrauen zu ziehen.
Aufgrund der Ehekrise und des Todes seines Vaters war es zu einem Verbindungsabbruch mit Dr. Baum gekommen, der ihn jedoch mit Hilfe eines privaten Toten Briefkastens, den er eigens für Nummer 5 auf einem alten jüdischen Friedhof in Ostberlin eingerichtet hat, ohne höhere Stellen zu informieren, reaktivieren kann. Im Sommer 1961 setzt die CIA ihn vermehrt für operative Arbeiten im Gebiet der DDR ein. Wolf nutzt seine Position, um die Sicherung der Staatsgrenze am 13. August (Mauerbau) abzuschirmen.

## Figuren
Wolf BrandinStudent der Elektrotechnik, befindet sich im letzten Abschnitt seines Studiums und beginnt, seine Diplomarbeit zu schreiben. Er absolviert gerade ein Praktikum in einem Betrieb für Elektronik, der an Aufträgen für die NVA arbeitet. Die Anwerbung durch die CIA berichtet er den Behörden in der DDR und beginnt ein Leben als Doppelagent. Er wird durch die CIA in Funktechnik, Schießen und Nahkampf ausgebildet. Das Leben als Doppelagent belastet ihn so stark, dass er seine Diplomarbeit schleifen lässt und es zu einer Ehekrise kommt, da er mit niemandem, auch nicht seiner Frau, über seine Tätigkeit reden darf.
Renate BrandinWolfs Ehefrau. Nach der Geburt der Tochter bricht sie ihr Studium ab und arbeitet in Heimarbeit. Sie liebt Wolf sehr und macht sich große Sorgen, als sich sein Verhalten so plötzlich ändert und er wie ausgewechselt ist. Sie unterstützt ihn trotz der Krise beim Schreiben seiner Diplomarbeit, indem sie dafür Berechnungen durchführt. Sie ist die Einzige, die kurz vor dessen Tod noch Kontakt zu Wolfs Vater hält. Nachdem sie durch Werner in Wolfs Tätigkeiten einbezogen wurde, geht sie ihm dabei zur Hand.
Wernerist Wolfs Kontaktoffizier beim MfS. Er ist derjenige, der Wolf überzeugt, im Auftrag des MfS auf die Anwerbung der CIA einzugehen und behält die ganze Zeit die Kontrolle über diesen operativen Vorgang. Er baut zu Wolf ein väterliches Verhältnis auf und hält ihm oft den Rücken frei.
Dr. Baumist Wolfs Vorgesetzter und Ausbilder beim CIA. Er ist Germanist und Philologe und wurde in der Zentrale der CIA in Langley zwei Jahre in Statistik, Informationsaufbereitung und Analyse geschult. Er ist von Wolf sehr begeistert und baut ein persönliches Verhältnis zu ihm auf. Er richtet für den Fall, dass etwas passiert, ohne Einbeziehung höherer Stellen eigens für Wolf einen Toten Briefkasten auf einem Ostberliner Friedhof ein.
Tante Carolineist Wolfs Tante, die in Westberlin eine Bar betreibt. Sie ist von den politischen Ansichten ihres Bruders (Wolfs Vater) nicht begeistert und der Meinung, dass man sehen müsse, wo man bleibt. Zur Beerdigung ihres Bruders kommt sie dennoch.

## Hintergrund
Der Film war Grundlage für den 1983 im Militärverlag der DDR erschienenen Roman Go oder Doppelspiel im Untergrund von Günter Karau. Im Gegensatz zum Buch ist hier der CIA-Agent Dr. Baum kein Go-Spieler, sondern ein Aquaristikfreund und Freund der schönen Künste. Außerdem enthält der Roman einen zweiten Erzählstrang Anfang der 1980er-Jahre, der im Film komplett fehlt.